# Castel Weinegg
Castel Weinegg (o Weineck, Schloss Weinegg in tedesco) era un castello che sorgeva a Bolzano, sulle pendici del Virgolo.

## Storia
Del castello, probabilmente costruito nel XII secolo, rimane ben poco: parte del muro perimetrale, le fondamenta del mastio e la scala di accesso.
Testimonianze della costruzione sono l'antico maso Thurnhof (che documenti del 1175 riportano come ab dem Turen, cioè "vicino alla torre" del castello) e - soprattutto - la Chiesa di San Vigilio al Virgolo, costruita nel XIII secolo come cappella del castello della famiglia nobiliare Weineck, che ne era proprietaria. La prima documentazione della cappella è del 1275.
I signori di Weineck, che lo fecero costruire, costituivano una delle famiglie più in vista nella Bolzano del XII secolo; essendo ministeriali del Vescovo di Trento, erano fra i più facoltosi. Come altri ministeriali tirolesi, i Weineck persero nel 1292 i loro possedimenti durante le lotte fra Mainardo II di Tirolo-Gorizia e i vescovi di Trento, e, rimasto distrutto il castello, non lo ricostruirono più.